# Savoia-Marchetti SM.82
Савоя-Маркетті SM.82 (італ. Savoia-Marchetti SM.82) — італійський тримоторний транспортний літак і середній бомбардувальник, що перебував на озброєнні військово-повітряних сил Італії під час Другої світової війни.

## Історія створення

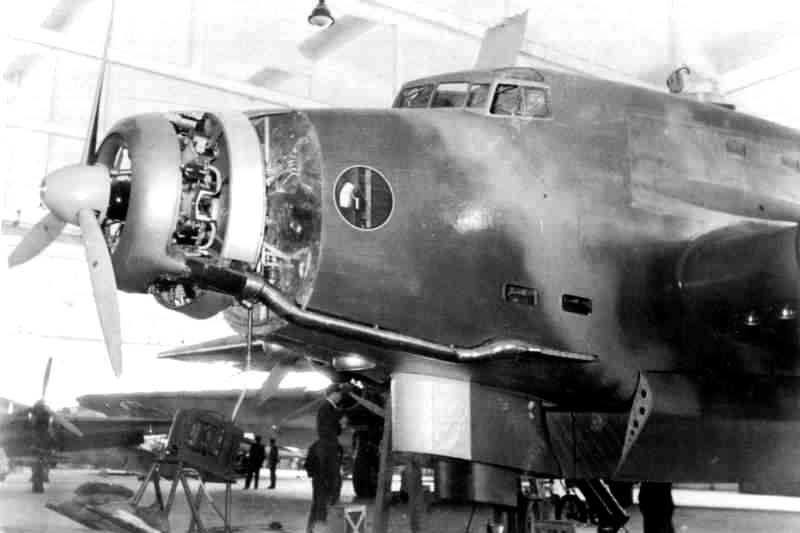
SM.82 на фінальних стадіях виробництва.

SM.82 розроблявся з кінця 1937 року на базі пасажирського SM.75 як багатоцільовий літак здатний виконувати бомбардувальні і транспортні місії. Перший прототип піднявся в повітря 20 жовтня 1938 року, був монопланом змішаної (дерев'яно-металевої) конструкції з двоярусним фюзеляжем — на верхньому ярусі було 32 місця для парашутистів, а нижній ярус був бомбовим відсіком, який можна було перетворити в вантажне відділення.
Серійна модифікація оснащувалась двигунами Alfa Romeo 128-RC18 (потужністю 860 к.с.), пізніше Alfa Romeo 128-RC21 (потужністю 950 к.с.). Максимальна маса бомбового навантаження — 4000 кг, також встановлювалось захисне озброєння: 12,7-мм кулемет в верхній турелі, і по одному 7,7-мм кулемету в нижній установці і двох бокових вікнах.

## Тактико-технічні характеристики

### Технічні характеристики
- Довжина: 22,9 м
- Висота: 6,0 м
- Розмах крила: 29,68 м
- Площа крила: 118,6 м ²
- Маса порожнього: 10 550 кг
- Максимальна злітна маса: 17 015 кг
- Двигун: 3 × Alfa Romeo 128-RC18
- Потужність: 3 × 860 к. с.

### Льотні характеристики
- Максимальна швидкість: 245 км/год
- Дальність польоту з 5 т. вантажу: 1780 км
- Практична стеля: 6000 м
- Час підйому на 3000 м.: 13 хв. 45 с.

## Історія використання

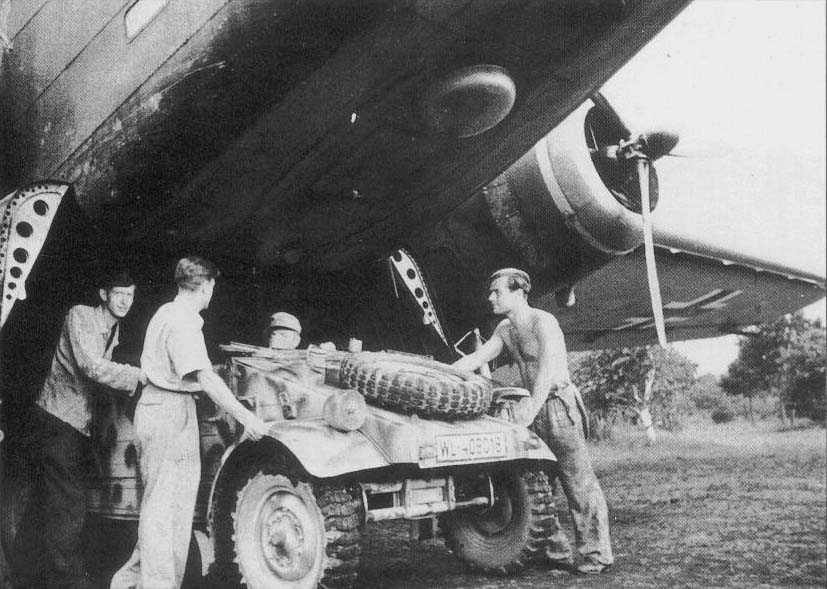
Солдати Вермахту вивантажують Kübelwagen з SM.82.

Перед вступом Італії в Другу світову Regia Aeronautica мала тільки 12 SM.82, але потреба в повітряному транспортуванні була високою і виробництво SM.82 прискорили. SM.82 використовувався для транспортування підкріплень і вантажів в Лівію і Східну Африку, зокрема винищувачі Fiat CR.42 в розібраному стані.
Хоча транспортні місії були основними для SM.82, він залучався і до бомбардувань. 17 липня 1940 року один SM.82 32-го стормо скинув бомби на Гібралтар, пізніше ці нальоти стали частішими. 20 жовтня 1940 року 4 SM.82 вилетіли з бази в Еритреї і скинули бомби на нафтовий завод в Манамі. Літаки подолали 4200 км за 15,5 годин — цей виліт став найдовшим бойовим польотом за всю Другу світову війну.
З жовтня 1941 року 114-а бомбардувальна група почала завдавати ударів по Александрії і Порт-Саїду. Вони не були особливо ефективними, оскільки здійснювались малою кількістю SM.82, часто одиничними. В грудні групу перекинули на бомбардування британських військ, які контратакували в Північній Африці. Втрати групи були високими і в січні 1942 її розформували, а в Лівію було перекинуто 145-ту групу. Вона виконувала бомбардувальні місії над Єгиптом, доставляла диверсантів в тил противника, а під час відступу з під Ель-Аламейну бомбила британські війська.
Можливість перевозити великогабаритні вантажі в порівняно великих кількостях також зацікавили Люфтваффе, і в вересні 1941 року перші SM.82 надійшли в Німеччину. Після капітуляції Італії завод SIAI-Marchetti опинився під контролем Німеччини і на ньому продовжувався випуск літаків. Пізніше SM.82 також використовувались в ВПС Італії до 1960 року.